# Gubben (kulle i Antarktis, lat -71,88, long 2,83)
Gubben är en kulle i Antarktis. Den ligger i Östantarktis. Norge gör anspråk på området. Toppen på Gubben är 1 420 meter över havet.
Terrängen runt Gubben är varierad.  Trakten är glest befolkad. Närmaste befolkade plats är Troll research station, 16,7 kilometer sydväst om Gubben. 